# Wassermühlenwerke Otto Wernecke

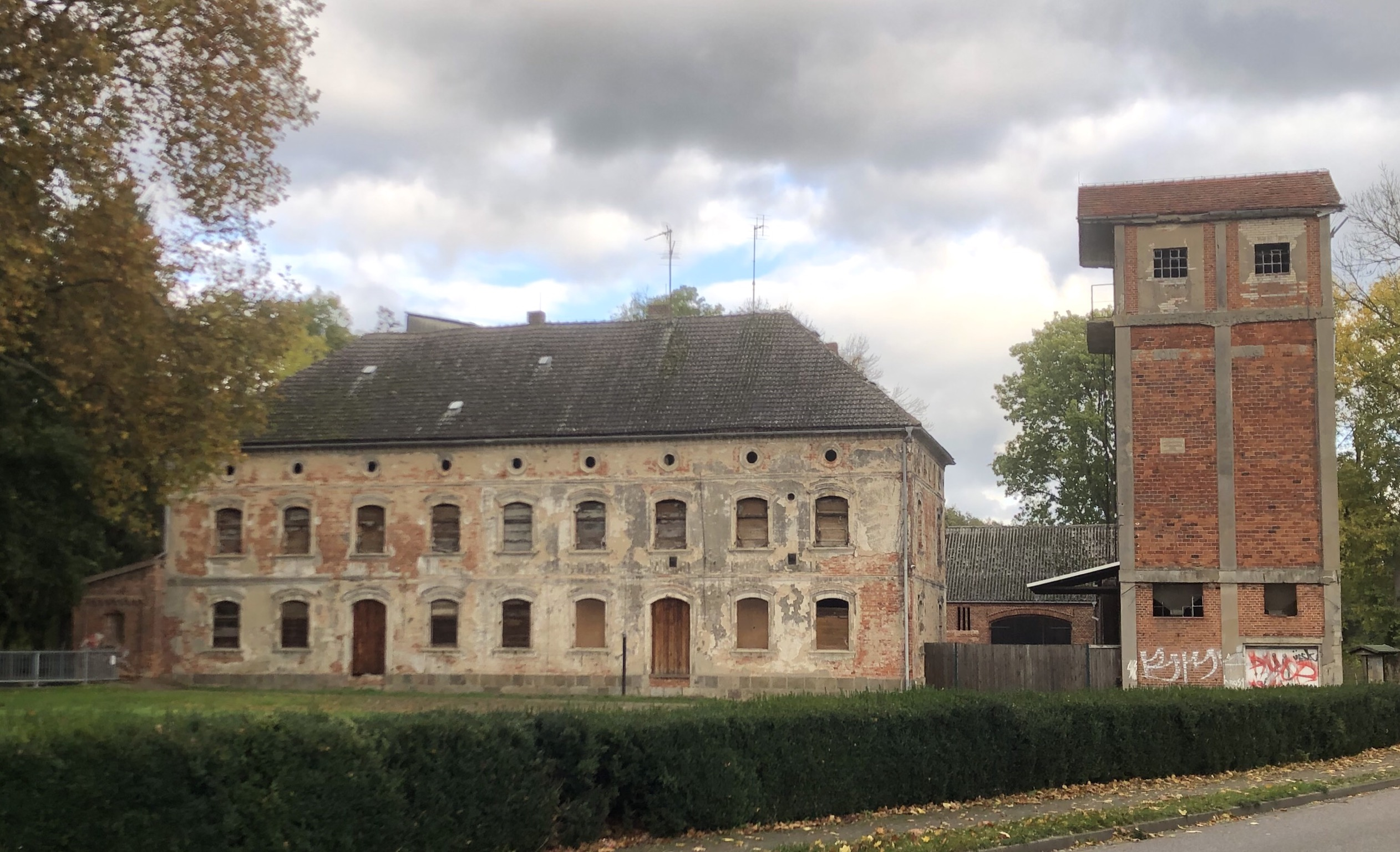
Wassermühlenwerke Otto Wernecke, 2020

Die Wassermühlenwerke Otto Wernecke sind eine denkmalgeschützte Wassermühle in Kalbe (Milde) in Sachsen-Anhalt.

## Lage
Sie befinden sich am östlichen Ortseingang von Kalbe (Milde) auf der Nordseite der Stendaler Straße. An der Nordseite verläuft die Milde, südwestlich liegt die Burg Kalbe.

## Architektur und Geschichte
Eine Wassermühle wird für Kalbe schon im 15. Jahrhundert urkundlich erwähnt. Im Jahr 1810 übernahm die Familie Müller die Wassermühle. W. Müller verlegte die Mühle 1857 auf die Ostseite der Milde. Die heutige Mühle ist als vierseitiger Hof angelegt. Zum Vorplatz hin traufständig steht ein neunachsiges zweieinhalbgeschossiges Wohnhaus im Stil des Klassizismus. Es wurde in der Zeit um 1850/60 errichtet. Als Verzierungen finden sich Stuckelemente.
Im Jahr 1909 übernahm Otto Wernecke nach zweijährigem Stillstand die Mühle. Es erfolgte eine Modernisierung durch die Mühlenbauanstalt Amme-Luther aus Braunschweig. Dabei wurde das Wasserrad durch eine Francis-Turbine, Typ 1, System Amme, Giesecke & Konegen mit einer Leistung von 22,5 Pferdestärken bei 110 Umdrehungen je Minute ersetzt.
An der Südecke des Hofs befindet sich ein 1923 aus Backsteinen errichtetes Silo im Stil der Neuen Sachlichkeit. Es wurde von Alfred Bargum und Hugo Krausse geschaffen. Das ungefähr 20 Meter hohe Silo wurde auf einem rechteckigen Grundriss gebaut. Die Fassade ist mit Putzlisenen gegliedert.
Die Produktionsmenge steigerte Wernecke von anfänglich 4 Tonnen täglich auf 15 bis 20 Tonnen erhöht. Gemahlen wurde zu 75 % Roggen und zu 25 % Weizen. Darüber hinaus wurde mit Kraftfutter gehandelt. 1934 bis 1936 entstand ein weithin sichtbares Stahlsilo, es wurde jedoch 1992 wegen Baufälligkeit abgerissen. Otto Wernecke verstarb 1936. Die Witwe Martha Wernecke und Willi und Walter Braune übernahmen die Leitung der Mühle. Nach Marthas Tod erbte 1952 ihr Neffe Wolfgang Wernecke. Es wurden täglich etwa zehn Tonnen Mehl produziert. Im Jahr 1960 wurde die private Kraftfuttermischwerk Wassermühle Otte Wernecke KG in einen Betrieb mit Staatlicher Beteiligung umgewandelt. Die Produktion wurde auf Futtermittel umgestellt. Jährlich wurden bis zu 8000 t produziert.
1966 stürzte die flussseitige Wand nach einer Unterspülung der Fundamente ein und musste erneuert werden. Zugleich wurde das Maschinenhaus wieder aufgebaut und die Betriebsenergie von Wasserkraft auf elektrische Energie verändert. 1972 wurde, wie auch in anderen privaten Betrieben in der DDR, das Unternehmen durch Ankauf der privaten Anteile verstaatlicht. Die Mühe wurde zum Werk III Kalbe des Kraftfuttermischwerks Bismark. Betriebsleiter blieb jedoch Wolfgang Wernecke. Im Jahr 1981 wurde der Mühlenbetrieb beendet und dann ab dem 1. Januar 1982 nur noch der Eigenbedarf an Futtermitteln der LPG Tierproduktion „Ernst Thälmann“ Kalbe (Milde) gedeckt. Auch diese letzte Produktion wurde zum 1. Januar 1991 dann beendet. Das Objekt ging an die Treuhandanstalt. Die Mühle verfiel und wurde Opfer von Vandalismus. 1997 erwarb die Familie Daries das Anwesen. Das Wehr wurde 1999 erneuert.
Im örtlichen Denkmalverzeichnis ist die Anlage unter der Erfassungsnummer 094 97881 als Baudenkmal verzeichnet.
Das Gebäude steht leer und ist sanierungsbedürftig (Stand 2020).